# Elvira Bao
Elvira Bao Maceiras, (La Coruña, 1890- Ibidem., 26 de abril de 1971) fue una maestra española y militante del nacionalismo y republicanismo.

## Trayectoria
En 1906 obtuvo el título de Maestra Elemental en la Escuela Normal de La Coruña. Desarrolló su actividad docente en la Escuela de Redes y en las Colonias Escolares del Sanatorio Marítimo de Oza desde 1920 hasta 1936, año en el que fue nombrada directora. En el ámbito político, fue una activa militante del galleguismo y del republicanismo. Militó en las Irmandades da Fala de La Coruña, siendo Secretaria de su Junta Directiva en 1918 y colaboró también en su Cuadro de Declamación como actriz. Fue miembro de la Agrupación Republicana Femenina de La Coruña desde su constitución en 1933 y fue presidenta de la primera Junta Directiva, integrada por otras destacadas republicanas como Amparo López Jean. Como consecuencia de su activismo político, luego del golpe de Estado del 18 de julio de 1936 pasó unos meses en la cárcel y fue separada definitivamente de la enseñanza pública. En 1945 puso su propia escuela privada en su casa del barrio coruñés de San Roque de Fuera hasta que un desprendimiento de retina le impidió el ejercicio de la profesión.

## Vida personal
Se casó con Bernardino Varela do Campo en 1923 y fue madre de Elvira Varela Bao, fallecida a los 94 años, el 15 de julio de 2020.

## Homenajes
El 8 de marzo de 2017 se inauguró en La Coruña una plaza con su nombre y al año siguiente una residencia universitaria.